# شیخ عباسی
شیخ عباسی (فعال ۱۶۵۰–۱۶۸۴) نقاش ایرانی بود که برای ترکیب تأثیرهای اروپایی و هندی با آثارش شناخته شده‌است. این کار را بعد از او محمد زمان و علی‌قلی جبه‌دار هم ادامه دادند. او با پیشرفت کارش به سبک هنر هند تمایل یافت - او پادشاهان گورکانی را نقاشی می‌کرد و به ویژه سرهای هندی را با استفاده از تکنیک‌های مشابه ترسیم می‌کرد. آثار وی به عنوان دلایل و نشانه‌های مبادلهٔ فرهنگی بین هنرمندان ایرانی قرن هفدهم و هنرمندان گلکنده در همان دورهٔ زمانی پیشنهاد شده‌است. در مجموع ۲۵ اثر به شیخ عباسی نسبت داده شده‌است، از جمله تذهیب موجود در نسخه‌های خطی و مینیاتورها که از جمله با موضوعاتی متنوع مثل، شاهان صفوی و مدونا و کودک که با رنگ‌های کم رنگ و شفاف است. با توجه به فعالیت‌های هنرمندان معاصر، بسیار محتمل است که او هم روی اشیاء ساخته شده از پاپیه ماشه که لاک زده شده بود، نقاشی می‌کرده‌است. او دو پسر خود "علی نقی" و " محمد تقی " را با همان سبک تربیت کرد.

## نگارخانه

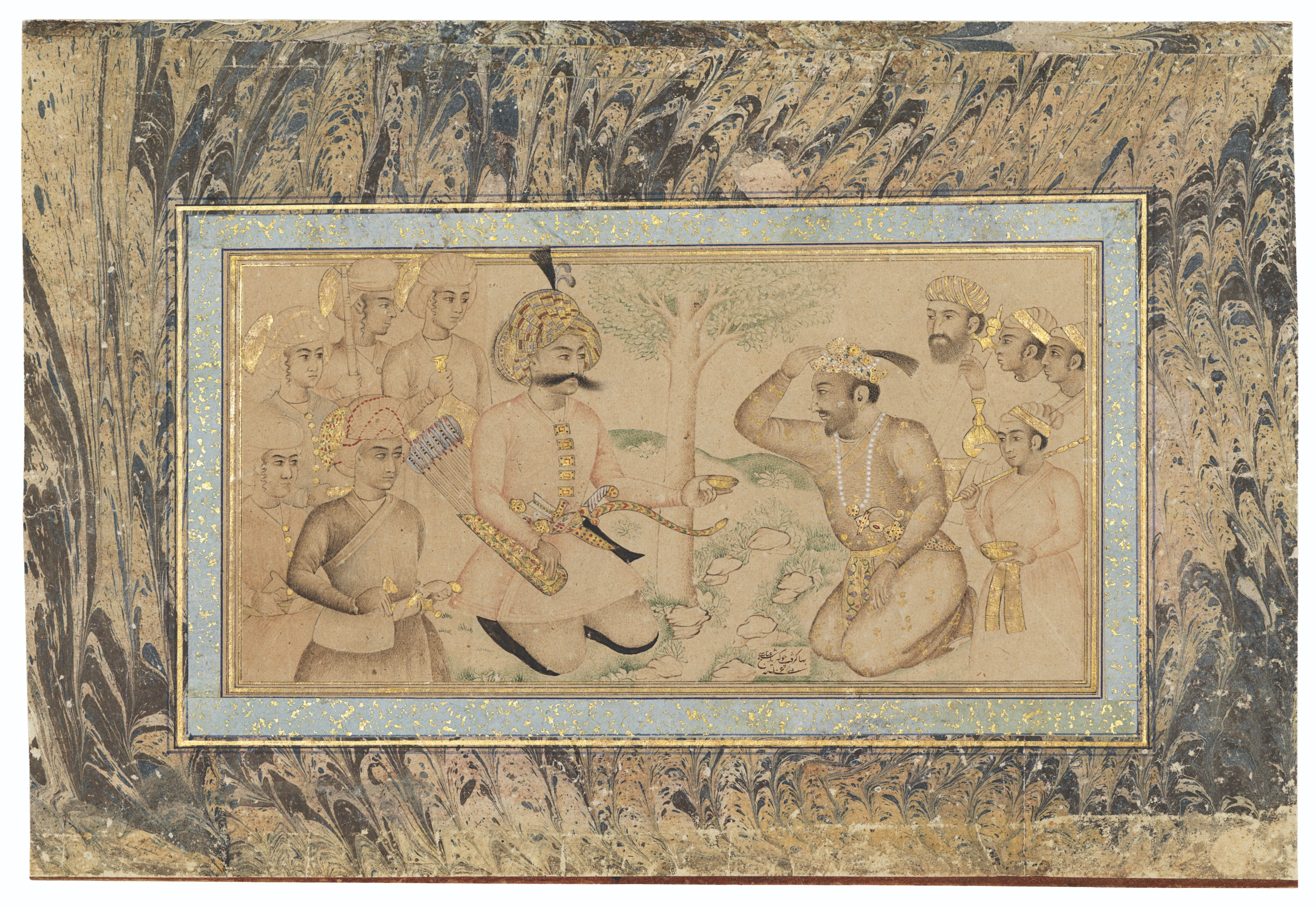
مجلس شاه عباس دوم و سفیر هند، ۱۰۶۵ قمری.
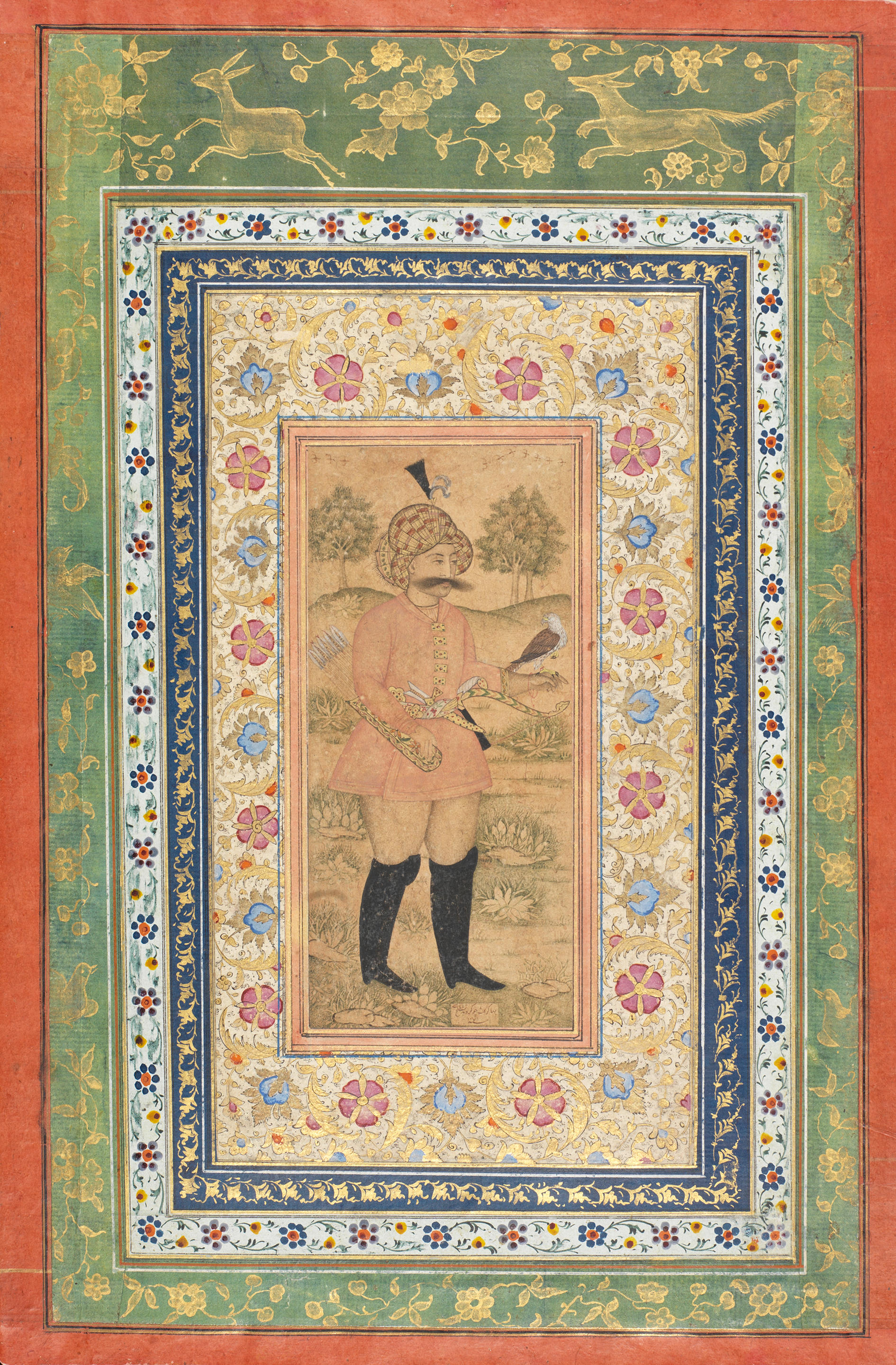
شاه عباس دوم، سال ۱۰۷۱ قمری.
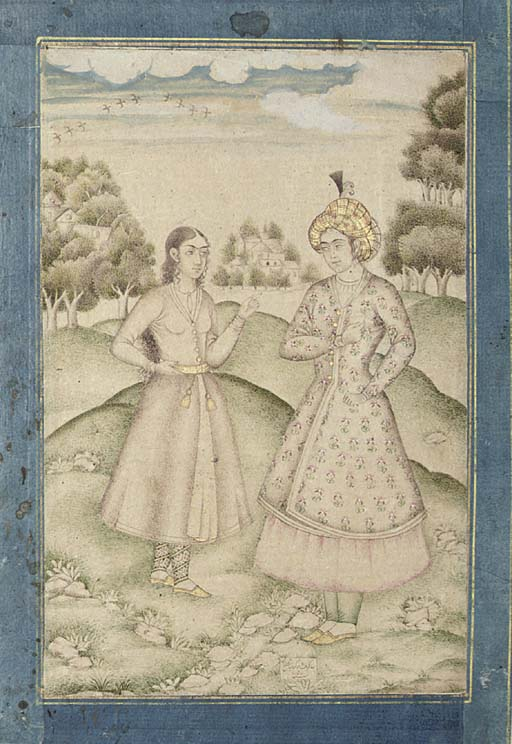
نگاره یک زوج، سال ۱۰۷۲  قمری.
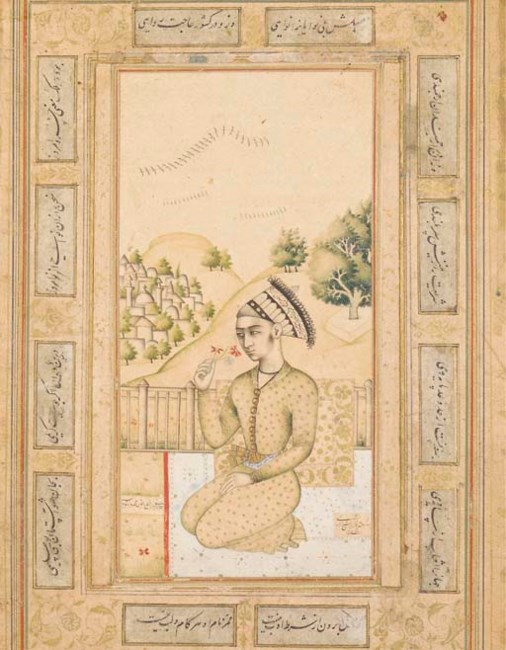
نگاره مردی جوان سال ۱۰۷۴ قمری.
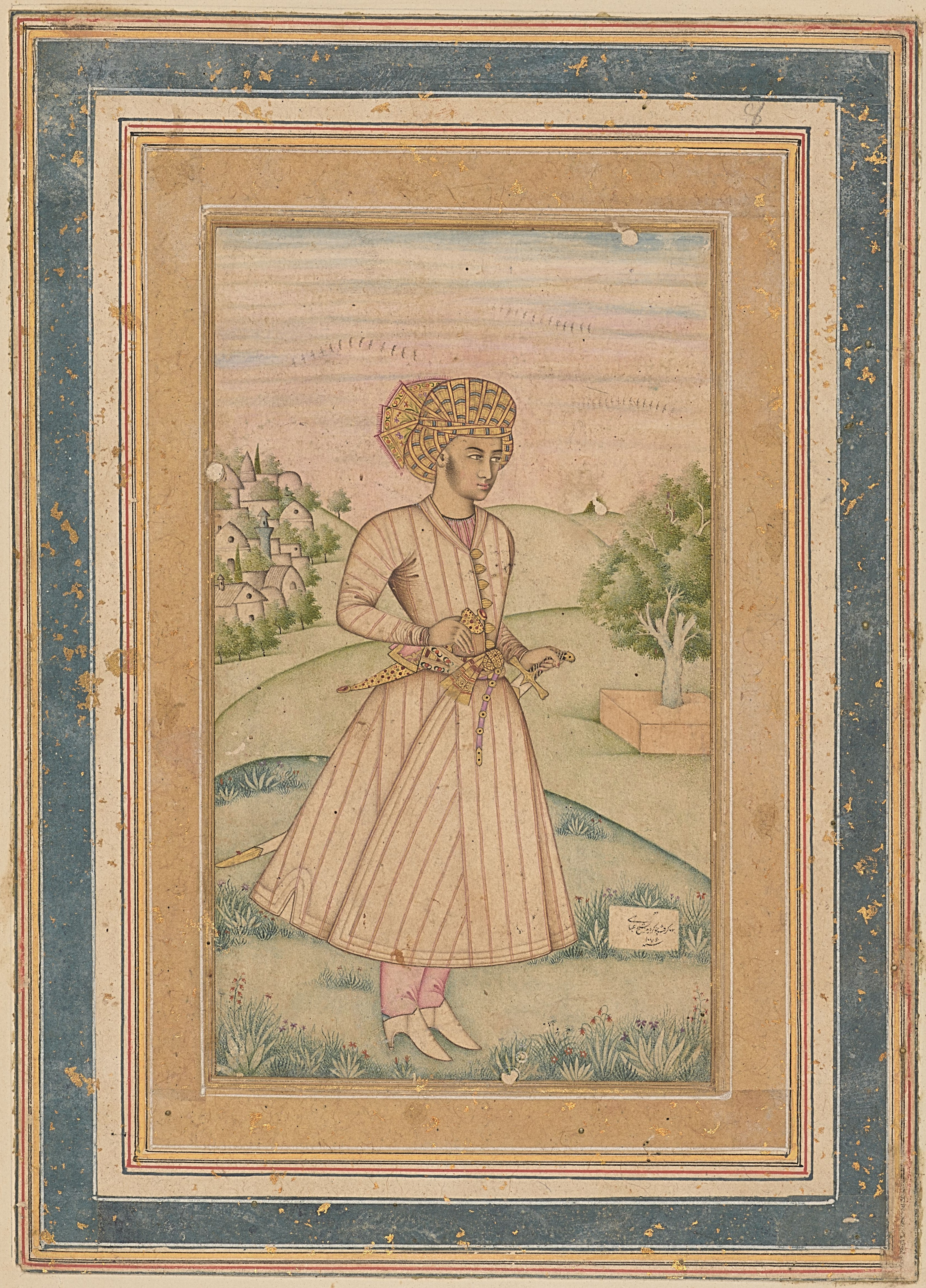
نگاره منسوب به سام میرزا (شاه سلیمان)، سال ۱۰۷۶ قمری.
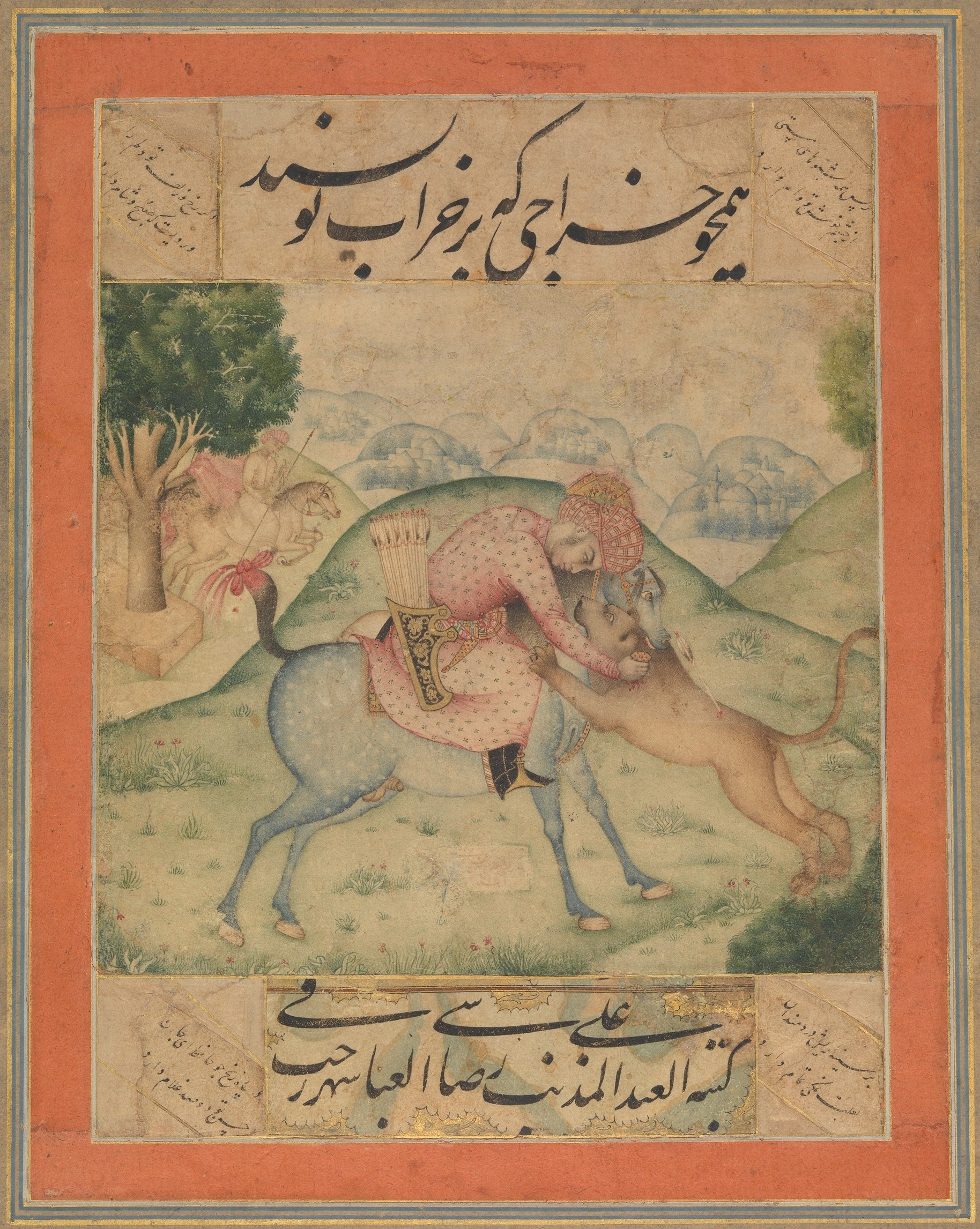
نگاره شاهزاده ای (سام‌میرزا) در حال کشتن شیر که  حاشیه آن با خطاطی علیرضا عباسی تزئین شده است.
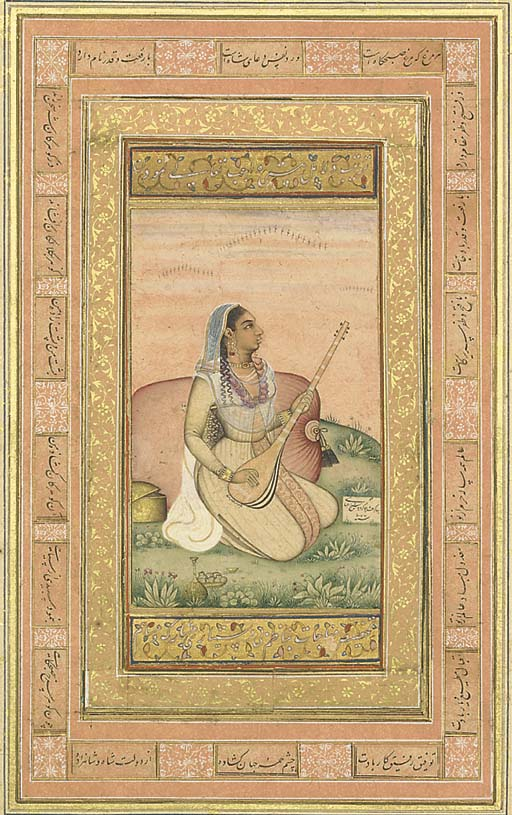
سال ۱۰۷۷ قمری.
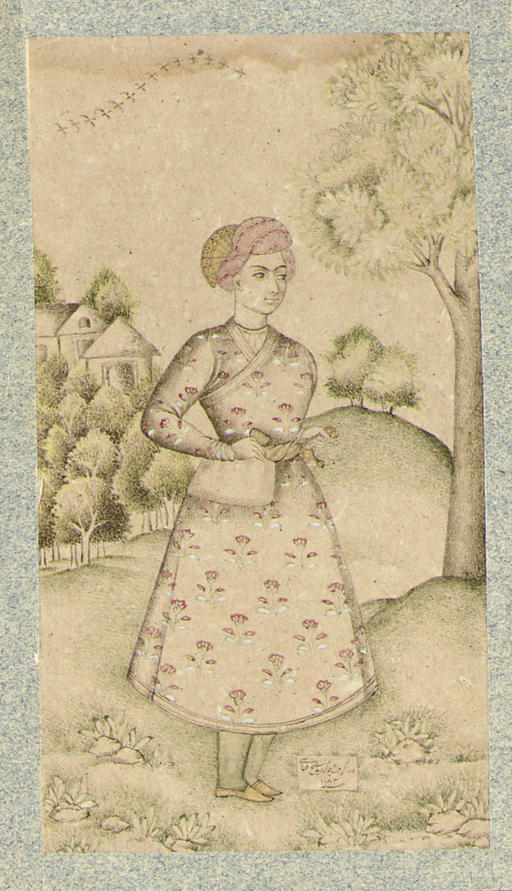
نگاره مردی جوان، سال ۱۰۸۳  قمری.
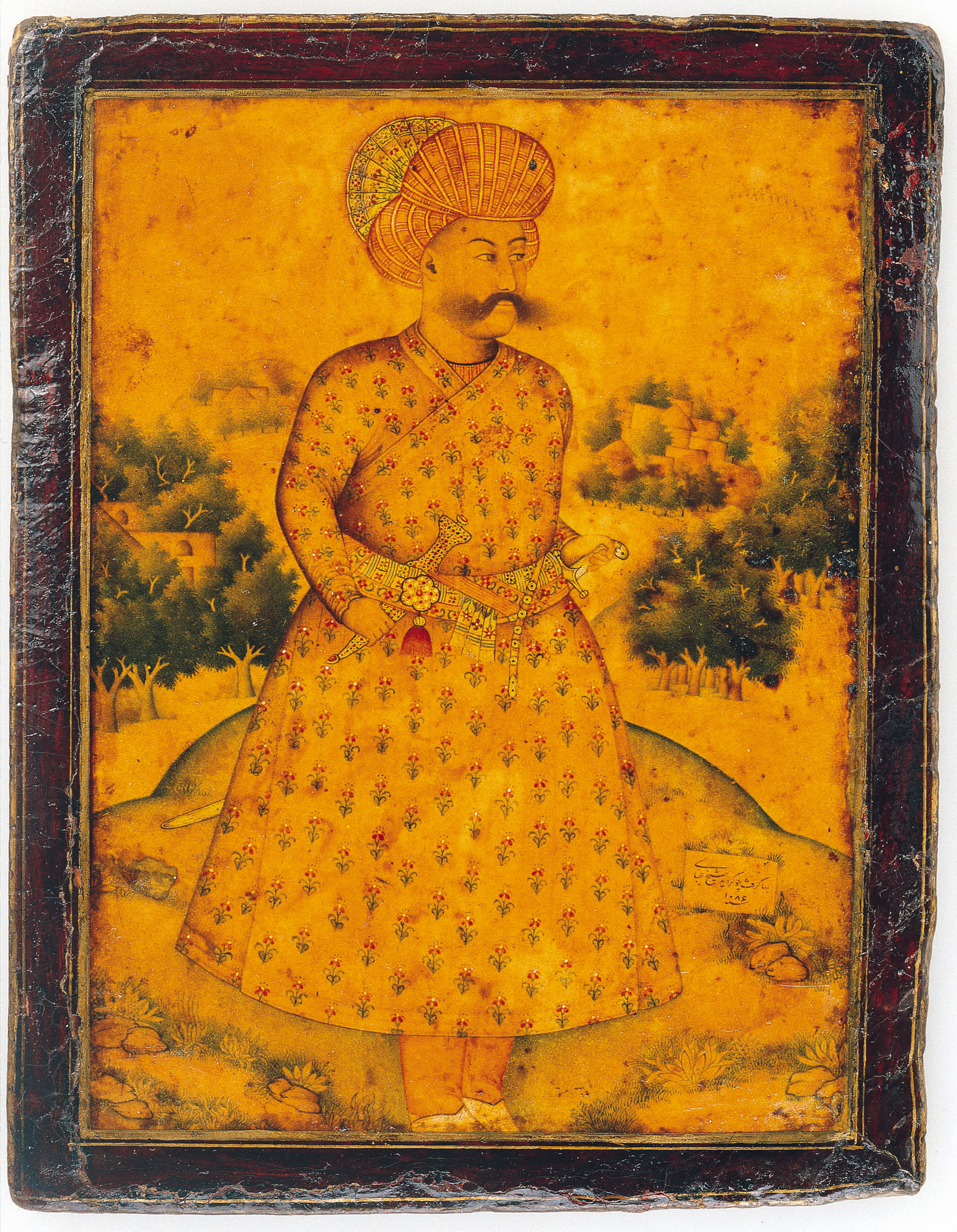
نگاره منسوب به شاه سلیمان، سال ۱۰۸۶ قمری.
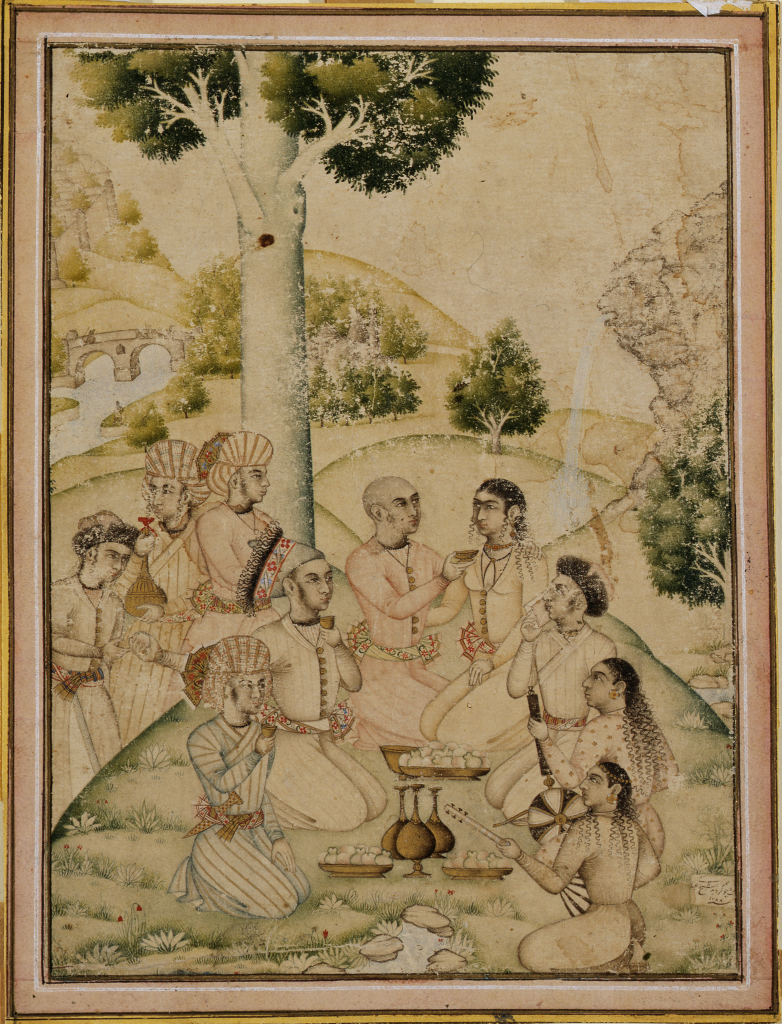
سال ۱۰۸۸ قمری.
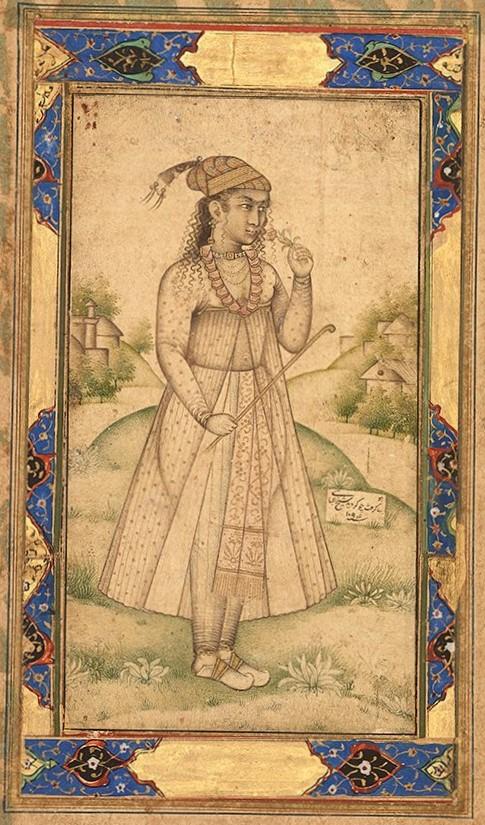
سال ۱۰۹۴ قمری.